# Gibraltar United Football Club
Il Gibraltar United è stata una società calcistica gibilterriana con sede nella città di Gibilterra.
Nel 2011, il club si fuse con il Lions FC, dando vita al Lions Gibraltar, tuttavia nel 2014 è stata rifondata con il vecchio nome che ha utilizzato fino al 2020, anno in cui ha concluso la propria attività agonista a seguito dell'esclusione dal nuovo campionato nazionale nell'agosto 2019.

## Palmarès

### Competizioni nazionali
- Campionato gibilterriano: 11

1947, 1948, 1949, 1950, 1951, 1954, 1960, 1962, 1964, 1965, 2002
- Campionato gibilterriano di seconda divisione: 2

1998-1999, 2014-2015
- Coppa di Gibilterra: 3

1946-1947, 1999-2000, 2000-2001
- Supercoppa di Gibilterra: 4

2000, 2001, 2004, 2009

### Altri piazzamenti
- Coppa di Gibilterra:

Finalista: 2018-2019
Semifinalista: 2017-2018